# Georg Bauer (Politiker, 1917)
Georg Bauer (* 20. Oktober 1917 in Prag; † 4. Februar 2003 in Bürgstadt) war ein deutscher Politiker (GB/BHE).

## Leben und Beruf
Nach dem Besuch der Volksschule studierte Bauer ab 1928 an der Staatsoberrealschule in Eger. 1935 erlangte er sein Abitur. Es folgten Studienreisen durch Deutschland, Österreich, die Tschechoslowakei und Ungarn sowie seine erste journalistische Tätigkeit; kurze Zeit war er Korrektor und bis Kriegsausbruch Angestellter. Von 1939 bis 1945 war er Soldat im Zweiten Weltkrieg.
Nach dem Zweiten Weltkrieg kam er als Heimatvertriebener nach Bayern und ließ sich in Miltenberg nieder.

## Partei
Am 21. Dezember 1938 beantragte Bauer die Aufnahme in die NSDAP und wurde rückwirkend zum 1. November desselben Jahres aufgenommen (Mitgliedsnummer 6.811.319). Er beteiligte sich an der Gründung des GB/BHE in Bayern. 1959 trat er aus persönlicher Verärgerung über den GB/BHE-Minister Walter Stain aus der Partei aus. Hintergrund der Verärgerung war, dass Stain entgegen einer Absprache nach seiner erneuten Ernennung zum Bayerischen Landesminister für Arbeit und Soziale Fürsorge sein Landtagsmandat nicht niedergelegt hatte. Bauer wäre der nächste Nachrücker auf der GB/BHE-Liste für Unterfranken gewesen. Später engagierte er sich in der FDP, für die er 1965 vergeblich zum Deutschen Bundestag kandidierte.

## Abgeordneter
Von 1950 bis 1958 gehörte Bauer dem Bayerischen Landtag an. Im Landtag setzte er sich unter anderem für die Abschaffung des Bayerischen Senats ein, weil dieser die Parlamentsarbeit behindere. Er konnte sich aber schlussendlich mit seinem Antrag nicht durchsetzen, der außer von der GB/BHE-Fraktion auch von einzelnen Abgeordneten der CSU, der Bayernpartei und der FDP unterstützt wurde.